# Obrabiarka

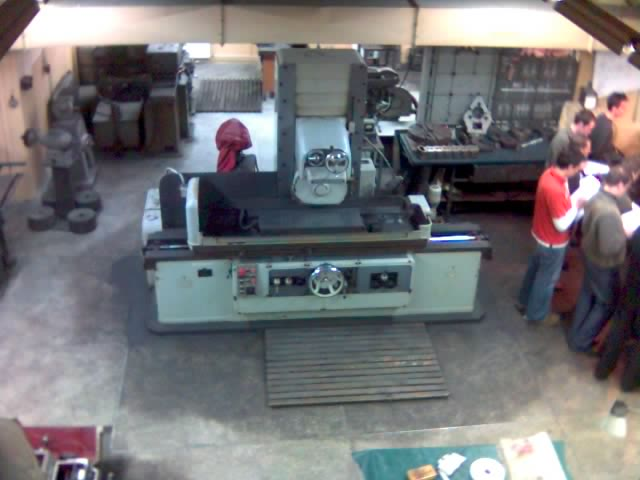
Szlifierka pozioma do płaszczyzn

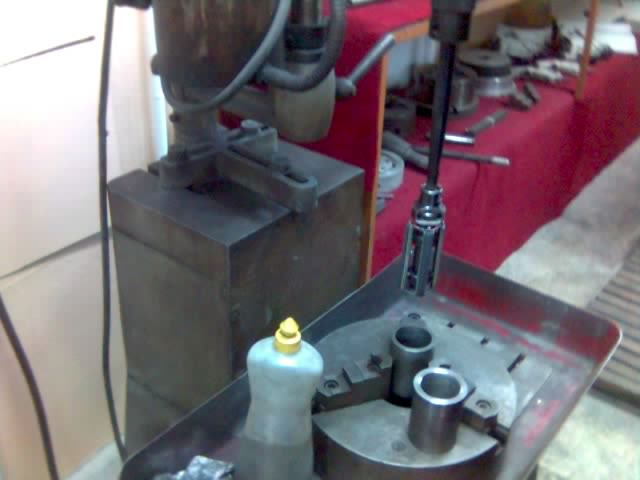
Honownica

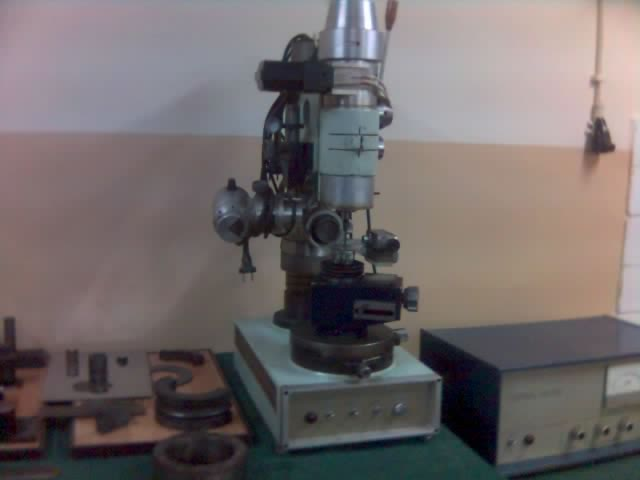
Obrabiarka ultradźwiękowa

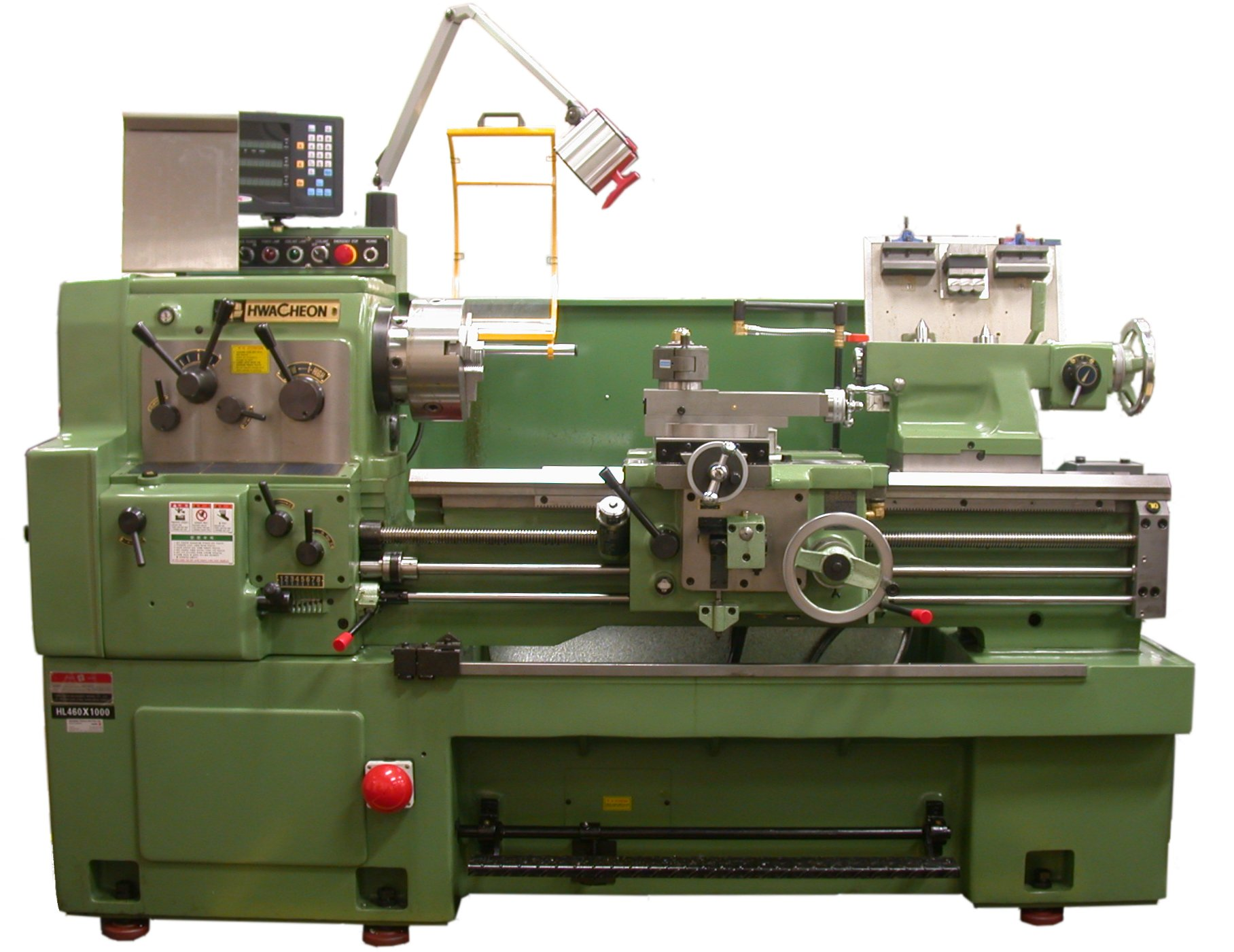
Tokarka uniwersalna

Obrabiarka – maszyna do mechanicznej obróbki przedmiotów w celu nadania im określonych kształtów, wymiarów i chropowatości powierzchni. Obróbka realizowana jest za pomocą specjalnych narzędzi.

## Konstrukcja obrabiarki
W obrabiarkach znajdują się następujące zespoły:
- zespół napędowy
- zespoły ruchów roboczych
- zespoły ruchów posuwowych i pomocniczych
- zespoły zamocowania narzędzi i części obrabianych
- korpusy, podstawy, prowadnice
- układy sterowania
- układy chłodzenia
- zespoły odwiórowania

## Rodzaje obrabiarek
- skrawające – obrabiarki kształtujące przedmiot przez oddzielanie nadmiaru materiału[2]
  - tokarki
    - wielonożowe
    - kopiarki
    - półautomaty i automaty tokarskie
    - uchwytowe
    - kłowe
    - tarczowe
    - rewolwerowe
    - karuzelowe
    - zataczarki

  - wiertarki
    - stołowe
    - kolumnowe
    - promieniowe
    - współrzędnościowe
    - wielowrzecionowe

  - frezarki
    - poziome
    - pionowe

  - wiertarkofrezarki
  - wytaczarki
  - frezarkowytaczarki
  - piły
  - strugarki
  - dłutownice
    - Fellowsa do kół zębatych

  - przeciągarki
    - do otworów
    - do płaszczyzn

  - szlifierki
    - do płaszczyzn
    - do otworów
      - honownice

    - dogładzarki
    - docieraczki
    - polerki

  - obrabiarki ultradźwiękowe

- do obróbki plastycznej – obrabiarki kształtujące przedmiot przez odkształcenie plastyczne materiału[2]
  - młoty mechaniczne
  - kuźniarki
  - prasy
    - hydrauliczne
    - pneumatyczne
    - mimośrodowe
    - balansowe
    - kolanowe

  - walcarki
  - ciągarki
    - do drutów
    - do rur

- obrabiarki do obróbki elektroerozyjnej lub elektrochemicznej, kształtujące przedmiot przy wykorzystaniu zjawiska erozji elektrycznej lub chemicznej[2]
  - elektrodrążarki

- wtryskarki

## Historia
Pierwszymi obrabiarkami były proste przyrządy skrawające o napędzie ręcznym przy pomocy sznura lub cięciwy łuku – wiertarki smyczkowe, które pojawiły się 4 tys. lat p.n.e. i były stosowane aż do XVIII w.
W średniowieczu wprowadzono do użytku obrabiarki napędzane kołem wodnym. Pierwsze nowoczesne obrabiarki zaprojektował Leonardo da Vinci (1452–1519), który opracował projekty tokarki kłowej, wiertarki, walcarki, różnego rodzaje szlifierek, a nawet maszyn do gwintowania śrub. 
Obrabiarki zostały udoskonalone w II. połowie XIX w. W 1775 roku John Wilkinson (1728–1808) zbudował precyzyjną wytaczarkę cylindrów parowych. I.A. Nartow w 1718 roku i Henry Maudslay (1771–1831) w 1797 roku wprowadzili w ręcznych obrabiarkach skrawających mechaniczny suport dla podtrzymywania narzędzia. W 1795 roku wprowadzono prasę hydrauliczną. Kolejne usprawnienia wdrażano w toku rewolucji przemysłowej i po wynalezieniu silnika elektrycznego. W 1818 roku Eli Whitney (1765–1825) skonstruował pierwszą frezarkę, a w 1842 roku James Nasmyth (1808–1890) wynalazł młot parowy. Pod koniec XIX w. zaczęły powstawać automaty tokarskie. W 1880 roku amerykański inżynier Christopher Miner Spencer (1833–1922) zbudował pierwszy nowoczesny automat do obróbki metalu.  
W XX w. usprawnienia skupiły się na poprawie szybkości i wydajności obróbki. Przełomem było wynalezienie stali szybkotnącej w 1900 roku przez Fredericka Winslowa Taylora (1856–1915) i M. White'a oraz wynalezienie węglików spiekanych. W 1928 roku, w Stanach Zjednoczonych zaczęto budować obrabiarki półautomatyczne i automatyczne, które pozwoliły na jednoczesną obróbkę przedmiotu z różnych stron. W latach 30. XX w. powstały linie obróbkowe. Procesy obrabiania są dalej doskonalone pod względem dokładności i wydajności.   